# Madeleine Vionnet

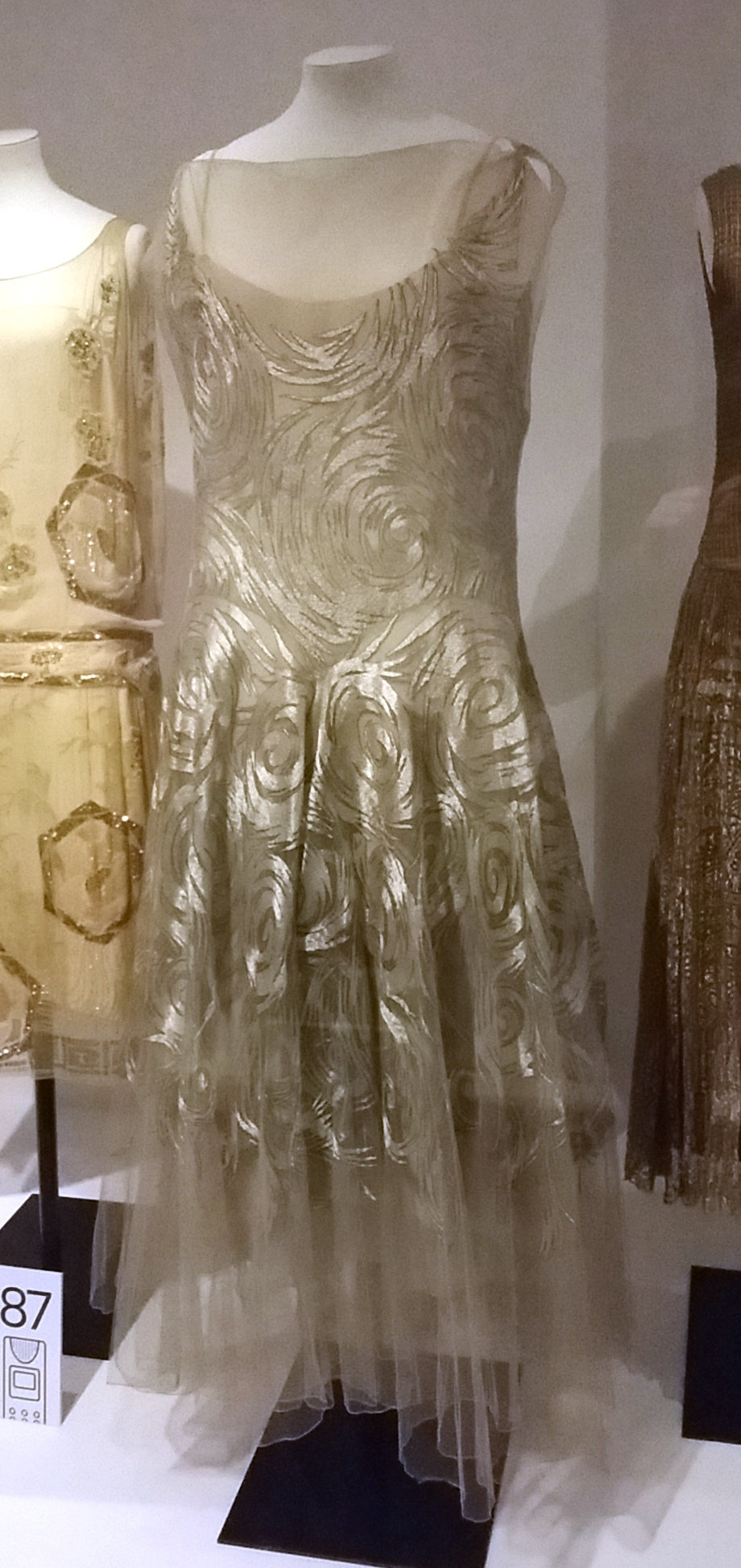
Aftonklänning av Madeleine Vionnet.

Madeleine Vionnet, född 22 juni 1876 i Chilleurs-aux-Bois, Frankrike, död 2 mars 1975 i Paris, var en fransk modeskapare. 
Vionnet var född i en fattig familj, och försörjde sig som sömmerska efter att ha separerat från sin make. Hon var verksam hos Kate Reily i London och, vid återkomsten till Frankrike, vid modehuset Callot Sœurs 1901-1907 och hos Jacques Doucet 1907-1911. Hon öppnade 1912 egen firma, som hon drev till 1939.  
Utan föregående skiss arbetade Vionnet med tyget direkt på en trädocka och utförde skärningen efteråt. Hon uppfann snedskärningen, som går på tvären mot trådriktningen och på ett idealiskt sätt formar sig efter figuren, som hon dessutom befriade från korsetten. På så sätt tillkom hemlighetsfullt böljande klänningar med djupt liggande midja, men även stilkläder i crêpe de chine.